# Касымов, Рахбар Рахматович
Рахбар Рахматович Касымов (тадж. Раҳбар Раҳматович Қосимов; 4 марта 1930, Ходжент, Таджикская ССР, СССР — 27 января 1974, Куляб, Таджикская ССР, СССР) — советский таджикский партийный и государственный деятель. Первый секретарь Кулябского обкома КП Таджикистана (1974).

## Биография
В 1948 году окончил школу № 12 города Худжанда и в том же году поступил в Таджикский сельскохозяйственный институт на агрономический факультет. Окончив институт в 1953 году, начал свою трудовую деятельность главным агрономом Исписарской машинно-тракторной станции Ходжендского района.
Во время посещения Исписора первый секретарь ЦК КП Таджикистана Турсунбай Ульджабаев заметил высокий уровень агротехнических работ и предложил присвоить 25-летнему специалисту звание «Заслуженного агронома Таджикской ССР». Через год он был выдвинут на должность председателя исполнительного комитета Худжандского районного совета депутатов.
В 1957 году среди 100 агрономов хлопкового сектора Узбекистана, Азербайджана, Туркменистана Рахбар Касымов был избран Советником министерства сельского хозяйства СССР в Индии. В статусе Полномочного представителя Советского Союза Рахбар Касымов налаживал в Индии агротехнику сева хлопка и стал автором организации технических баз сельскохозяйственной техники МТС.
Благодаря его новаторским инициативам на севере Таджикистана были организованные региональные МТС. В 1958 году работал начальником инспекции сельского хозяйства Ленинабадского района. В этом же году был выдвинут на должность председателя Ленинабадского районного исполнительного комитета совета депутатов. В 1961 году был назначен на должность заместителя министра сельского хозяйства Таджикской ССР. В сентябре этого же года был избран первым секретарем Матчинского районного комитета Компартии Таджикской ССР. С 1963 по 1970 годы работал первым секретарем Канибадамского городского комитета Компартии Таджикистана. В 1970 году поступил в Высшую партийную школу при ЦК КПСС, которую окончил успешно в 1972 году.
С августа 1972 по декабрь 1973 работал первым секретарем Худжандского районного комитета Компартии Таджикистана. В январе 1974 года был назначен председателем Организационного бюро ЦК КП Таджикистана по Кулябской области и через два дня был избран на Пленуме обкома партии его первым секретарем.
Являлся депутатом Верховного Совета Таджикской ССР нескольких созывов.
27 января 1974 года скоропостижно скончался.

## Память
В настоящее время улица и хозяйство Бободжон Гафуровского района Согдийской области и хозяйство в городе Кулябе Хатлонской области названы именем Рахбара Касымова.

## Награды
- Орден Ленина;
- двумя Орденами Трудового Красного Знамени;
- Медалью «За трудовую доблесть»;
- Почетной Грамотой Президиума Верховного Совета Таджикистана .
- Звание «Заслуженный агроном Таджикской ССР».